# KBS Hall
KBS Hall é uma sala de concertos de propriedade da Korean Broadcasting System, e está localizada em Yeouido, Seul, Coreia do Sul.

## Eventos realizados
- Blue Dragon Awards
- Concertos da Orquestra Sinfônica KBS
- Festivais ABU da Canção de 2012
- KBS Music Festival